# Parskoje
Parskoje (ros. Парское) – wieś (sieło) w Rosji, w obwodzie iwanowskim, w rejonie rodnikowskim. W 2021 liczyła 460 mieszkańców.